# Буйдаш-хан
Буйдаш-хан (Буйлаш, Бублаш, Бойдаш, Тутлаш) (год рождения неизвестен — 1559/1560) — казахский хан, правитель Казахского ханства в период междоусобной войны, в Семиречье, в первой период 1521-1522, второй период 1530-1559/1560 годах, сын Адик-султана.

## Биография
Ханская власть перешла к Буйдаш-хану после смерти его брата — Тахир-хана.
В 1533 году ханом Могулистана стал Абд ар-Рашид, который в союзе с Шайбанидами нанёс решительное поражение казахам. Как отмечается в «Джами ат-таварих» («Сборник летописей») Кадыргали Жалаири, вскоре после этого Буйдаш-хан погиб в междоусобной войне с Дарвиш-ханом, сыном Барак-хана (Науруз-Ахмад-хана), вместе с Буйдашем погибли и все его родственники-султаны (24 человека). Это случилось в 967 году хиджры (1539/1540 году). Т.И. Султанов датирует смерть Буйдаша концом 1539 года.
По данным Мухаммада Хайдара «после девятьсот сорокового года его также не стало и казахи совершенно исчезли», что означает, что после 940 года хиджры (1533/1534 года) Буйдаш-хан сошёл с исторической арены. Однако, говоря о «совершенном исчезновении» казахов, Мухаммад Хайдар, вероятно, имеет в виду только владения Тахира и Буйдаша, так как согласно другим источникам (например, «Джами ат-таварих»), в то же время (1535—1538 годы) в стране были и другие казахские султаны, носившие титул хана — Тугум-хан, Ахмат-хан, Хак-Назар-хан.
В жизнеописании «святого» Лутфаллаха Чусти описывается, что «казахские султаны в числе двадцати или даже больше, с многочисленным войском дошли до Сайрама с намерением открыть военные действия и овладеть всем Мавераннахром». Однако в той битве в 1560 году Буйдаш-хан погиб.
Были ли у Буйдаша дети, неизвестно. Утверждение В.В. Вельяминова-Зернова о том, что у него был сын Бауш, считается неточным. Т.И. Султанов считает Бауша единоутробным братом Буйдаша.